# Berta Singerman
Berta Singerman Begun (Mazir, Imperi Rus; 9 de setembre de 1901 - Buenos Aires, Argentina, 10 de desembre de 1998) va ser una cantant i actriu argentina.

## Biografia
Berta Singerman va nàixer en una família jueva de Mazir, que aleshores formava part de l'Imperi Rus, en l'actual Belarús. Els seus pares van emigrar a l'Argentina quan era menuda. Des d'aleshores va realitzar obres amb els seus germans i veïns, que ella s'encarregava de dirigir. Quan tenia huit anys, es va unir a una companyia que feia melodrames en yidish, i als deu anys va integrar un elenc que representava obres d'August Strindberg. Va contraure matrimoni als 18 anys amb l'empresari Rubén Stolek. El 1920 va debutar al film mut La venedora de Harrods, de Francisco Defilippis Novoa. Més tard iniciaria els seus enregistraments de poemes amb la filial argentina de la companyia discogràfica Victor Talking Machine. El 1929 va fer una gira per Espanya, on va triomfar a ciutats com València, amb fama de públic difícil. En 1932 va fundar i va dirigir la companyia de Teatro de Cámara i en la dècada de 1940 va tenir la seua pròpia companyia, amb la qual va posar en escena obres clàssiques com La dama de la mar, de Henrik Ibsen.

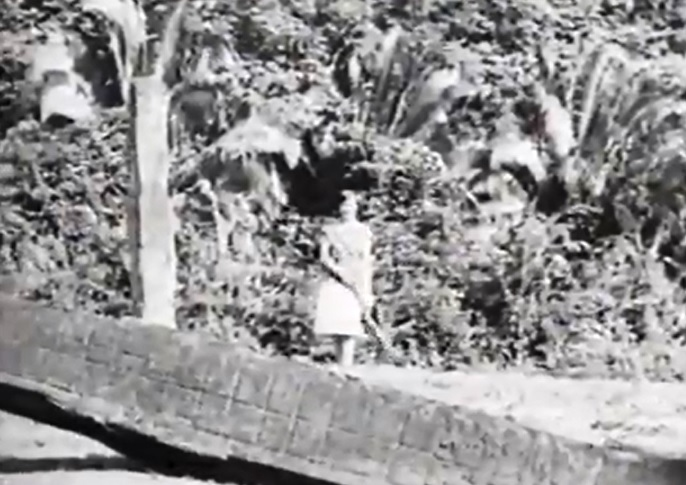
Berta Singerman en les ruïnes maies de Quiriguá a Guatemala en 1923.

En 1942 va participar en Ceniza al viento, un film de Luis Saslavsky. Es va destacar llavors com rapsoda, i la va imitar per Jorge Luz. En la dècada de 1960 va protagonitzar l'unipersonal Sarah Bernhard al Teatre Odèon. La seua composició més destacada va ser La veu humana, de Jean Cocteau, que és considerada la millor del món. Va viatjar per Amèrica i Europa i va filmar una pel·lícula en castellà en Hollywood, Nada más que una mujer. Va continuar amb els seus recitals fins a mitjans de 1980.
En 1945 va obtenir el Primer Premi Municipal com a millor actriu dramàtica. Entre moltes altres distincions, en 1967 la Casa de Cultura Americana de Mèxic li va atorgar el Premi Amèrica. En 1962, va donar a conèixer Poesía universal: selección y repertorio de mi actividad artística. En 1981 va publicar les seues memòries, Mis dos vidas. En 1991 va rebre un Premi Konex.
En els seus últims anys va residir en un geriàtric del barri porteny de Palermo, on va morir el 10 de desembre de 1998 als 97 anys d'una aturada cardiorrespiratòria. La seua germana va ser l'actriu Paulina Singerman i una de les seves netes, Nora, va tenir una participació en La caída.

## Filmografia
- La vendedora de Harrods (1920)
- Nada más que una mujer (1934)
- Ceniza al viento (1942)